# 1467
| 1467               |
| ------------------ |
| Dødsfald - Fødsler |
|                    |

| Gregoriansk kalender | 1467 MCDLXVII           |
| Ab urbe condita      | 2220                    |
| Armensk kalender     | 916 ԹՎ ՋԺԶ              |
| Kinesiske kalender   | 4163 – 4164 丙戌 – 丁亥 |
| Etiopisk kalender    | 1459 – 1460             |
| Jødisk kalender      | 5227 – 5228             |
| Hindukalendere       |                         |
| - Vikram Samvat      | 1522 – 1523             |
| - Shaka Samvat       | 1389 – 1390             |
| - Kali Yuga          | 4568 – 4569             |
| Iransk kalender      | 845 – 846               |
| Islamisk kalender    | 871 – 872               |

Konge i Danmark: Christian 1. 1448-1481
Se også 1467 (tal)

## Begivenheder
- Danmark kommer i krig med England på grund af overgreb og drab på Island – varer til 1490